# Константинов, Николай Александрович (1961)
Никола́й Алекса́ндрович Константи́нов (22 мая 1961, Железноводск — 3 мая 2006, Ростов-на-Дону) — российский художник и музыкант, участник товарищества «Искусство или смерть».

## Биография
Родился 22 мая 1961 года в Железноводске. В 1970 году семья переехала в Ростов-на-Дону.
Окончил в 1984 году Ростовское художественное училище им. М. Б. Грекова. В марте 1988 года участвовал в знаменитой в искусствоведческих кругах «Однодневной выставке» будущего товарищества «Искусство или смерть» (Таганрог, ДК завода «Прибой»). Один из самых активных членов товарищества «Искусство или смерть». Неизменный участник всех сценических и студийных проектов ростовской культовой группы «Пекин Роу-Роу».
Является одним из основателей группы интуитивной музыки «Урблуд Драмадэръ», в период с 1999 по 2006 год выступал с этим коллективом в качестве певца и поэта, создавал сценические костюмы, играл на флейте и использовал свои картины на концертах в качестве партитуры для создания музыкальных произведений, в частности аудио-спектакля «Спальные туфли» и «Вот барышня».
В мае 2003 года при участии музыкантов групп «М. Я.С.О», «Антимузыка» и «Церковь Детства» записал в студии Дунькиного клуба сольный альбом «Буги-Холестерин».
Работы художника находятся в частных коллекциях США, Германии, России. Умер 3 мая 2006 г. Похоронен в Ростове-на-Дону.

## Работы находятся в собраниях
- Музей современного изобразительного искусства на Дмитровской, Ростов-на-Дону.
- Частные коллекции.

## Персональные выставки
- 2021 — «Небеса открываются смотрящему». Музей современного изобразительного искусства на Дмитровской, Ростов-на-Дону.[6][7][8]
- 2014 — «Николай Константинов. Прежде всего, художник». 16thLINE art-gallery, Ростов-на-Дону.[9][10][11]
- 2007 — Мемориальная акция «Выход Боевого Слона». Дом актёра, Ростов-на-Дону.
- 2006 — «Вы жить». Музей современного изобразительного искусства на Дмитровской, Ростов-на-Дону.
- 2006 — «Обыкновенная живопись». Дом актёра, Ростов-на-Дону.[12][13]

## Цитаты
«Я часто вижу сюжеты своих картин во снах… Мне часто в последнее время снится ребёнок, идущий по жёлтым, синим и красным горам и долинам, маленький такой человек, идущий куда, неизвестно… Я не знаю, куда он идёт и куда он придёт в конце своего пути. Я не знаю, что там ждёт его, за этими горами и холмами. Но всё, что я чувствую — это свет» — Н. Константинов.

«3 мая 2006 года умер Коля Константинов. Об этом как-то узнали сразу все: звонки расходились не только по всему Ростову, — по Москве, Питеру, Берлину, Парижу. 45-летний художник-авангардист, от вопиюще „неправильной“ картины которого, говорили, упал в обморок преподаватель художественного училища, был живой сумасшедшей легендой города. Про Колю есть песня Сергея Тимофеева „По улице Садовой шёл парень бестолковый“, есть несколько рассказов в столичной книжке Макса Белозора. Он был шаман, горький пропойца и непонятый гений» — «Кто главный», 2006.

«В 88-м он поехал с нами в Москву, но скоро вернулся домой, никак этого не объясняя. В Ростове продолжил вести спонтанно-радикальный образ жизни, сохранив до смерти безумный драйв нашей молодости. Если все мы постепенно умерились, то Коля не тормозил никогда. По сути, вся его жизнь была большим джазовым перформансом» — А. Тер-Оганьян.

«Он плоть от плоти художник своего времени, и его художественная жизнь — это „житие“ со всеми его атрибутами: одиночеством, верой, бесами, ангелами, алкоголем. Идеалист и романтик, художник Константинов всеми силами своей измученной души стремится служить чистому искусству. Он — герой! Плоть от плоти настоящий герой своего времени. XX век в искусстве высветил самую ценную грань художника перед последующим рациональным XXI веком — его душу. И Коля ценен для всех нас именно своей душой, её внутренним светом» — Г. Коробова.

## Галерея

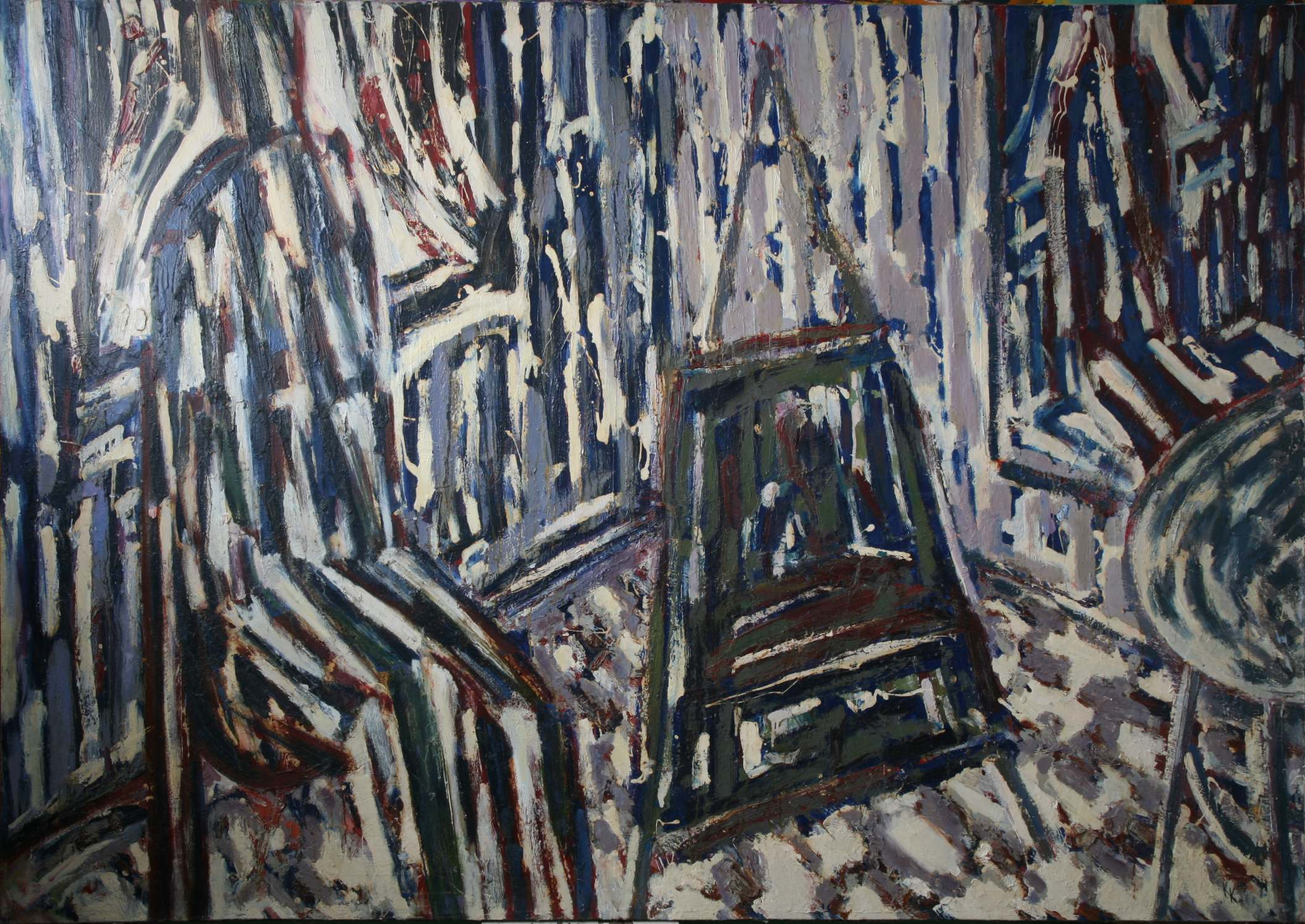
«Присутствие». Х/м, 141х200, 1985
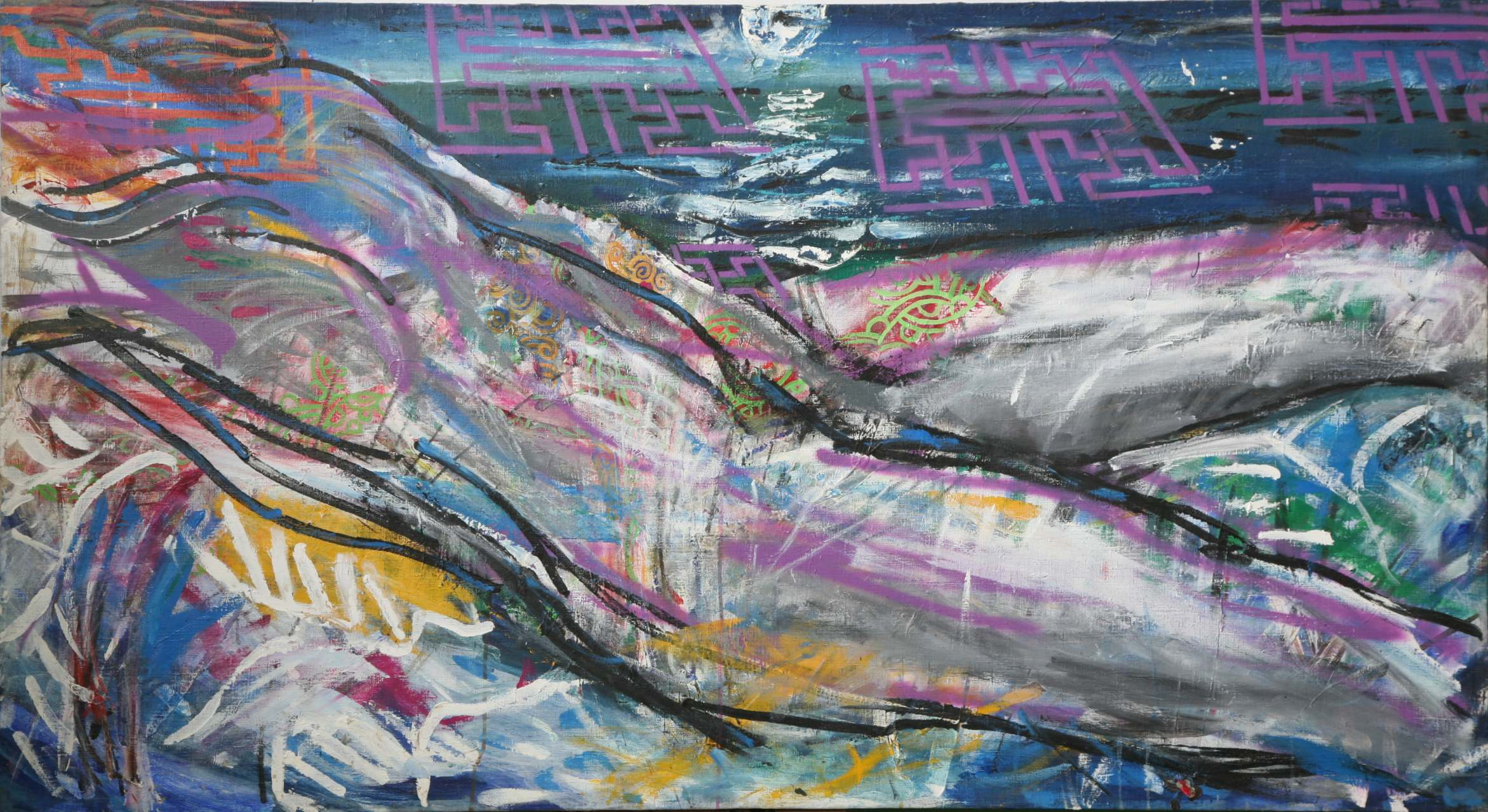
«Женщина-свастика». Х/м, 81х150, 2003

## Групповые выставки

Афиша выставки «Обыкновенная живопись», 2006

- 2009 — «Товарищество „Искусство или смерть“». Государственный музей современного искусства, Москва.[1][16]
- 2008 — «О смертном в искусстве. Памяти Николая Константинова».М-галерея, Ростов-на-Дону[17].
- 1998 — «Die russen kommen 5». Областной Краеведческий музей, Ростов-на-Дону.
- 1992 — «Героическая / Живая сила». Ростовский областной музей изобразительных искусств, Ростов-на-Дону.
- 1991 — «В субботний вечер». Бывший Музей Ленина, Львов.
- 1989 — «Италия имеет форму сапога». Выставочный зал Союза художников на Набережной, Ростов-на-Дону.
- 1988 — «Провинциальный авангард». Кооперативный туалет «Прогресс» (пер. Газетный — ул. Энгельса), Ростов-на-Дону.
- 1988 — «Жупел». Выставочный зал Союза художников на ул. Горького, Ростов-на-Дону.
- 1988 — «Однодневная выставка». ДК завода «Прибой», Таганрог.[18]

## Семья
- Суханова, Наталья Алексеевна (1931—2016) — мать, российская писательница, прозаик.
- Шахов, Феликс Николаевич (1894—1971) — двоюродный дед, советский геолог, специалист в области рудных месторождений, член-корреспондент АН СССР (с 1958).
- Дочь — Ангелина (род. 1983), внучка — Дарья (род. 2010).